# Нагоряни (Кам'янець-Подільський район)
Нагоря́ни — село в Україні, у Кам'янець-Подільській міській громаді Кам'янець-Подільському районі Хмельницької області.

## Назва
Назва села Нагоряни каже сама за себе - село, розташоване на горі, найвища точка населеного пункту складає 309,8 метрів.

## Географія
Подільське село Нагоряни розташоване за 9 кілометрів автодорогами від Кам’янця-Подільського біля річки Суржа.

### Клімат
Нагорян знаходяться в межах вологого континентального клімату із теплим літом.

## Історія
Перша згадка в документах про село датована 1460 роком.
Церква Покрови відома з 1720 року – споруда з липи, триверха, крита гонтою, з опасанням та земляною підлогою. Збудована, можливо, в 1707 році. Дана церква згоріла в 1810 році, із її залишків збудована каплиця. Знаходилась на західному кінці села, на старому цвинтарі.
Нова церква збудована в 1860 – 1869 роках на новому місці в центрі села – дерев’яна. В 1883 році гонтовий дах замінено залізним.
В 1890 році на полі за 0.75 версти на південний схід від села знайшли видовжені кахлі.
Внаслідок поразки визвольних змагань на початку XX століття, село надовго окуповане російсько-більшовицькими загарбниками.
Радянська окупація принесла колективізацію та розкуркулення, мешканці села зазнали репресій.
В 1932–1933 селяни села пережили сталінський геноцид.
З 1991 року в складі незалежної України.
З 2020 року шляхом об'єднання сільських територіальних громад, село увійшло до складу міської територіальної громади.

## Населення
За переписом населення України 2001 року в селі мешкало 773 особи.

### Мова
У селі поширені західноподільська говірка та південноподільська говірка, що відносяться до подільського говору, який належить до південно-західного наріччя.
Розподіл населення за рідною мовою за даними перепису 2001 року:
| Мова       | Відсоток |
| ---------- | -------- |
| українська | 98,45 %  |
| російська  | 1,29 %   |
| молдавська | 0,26 %   |

## Економіка
- Ресторан “ОСВ” Нагорянська Виїзна Кухня Кейтеринг

## Об'єкти соціальної сфери
- НВК І-ІІ ступенів
- Церква

## Відомі люди

### Народилися
- Тручок Лаврентій Васильович (нар. 1907 — † 1944) — український селянин, Герой Радянського Союзу.[4]
- Аксамитовський Вінсент — польський бригадний генерал, онук Яна де Вітте. Можливо народився в селі Нагоряни.

## Охорона природи
Село лежить у межах національного природного парку «Подільські Товтри». Між селами Княгинин та Нагоряни розташований заказник Лазарево.

## Галерея

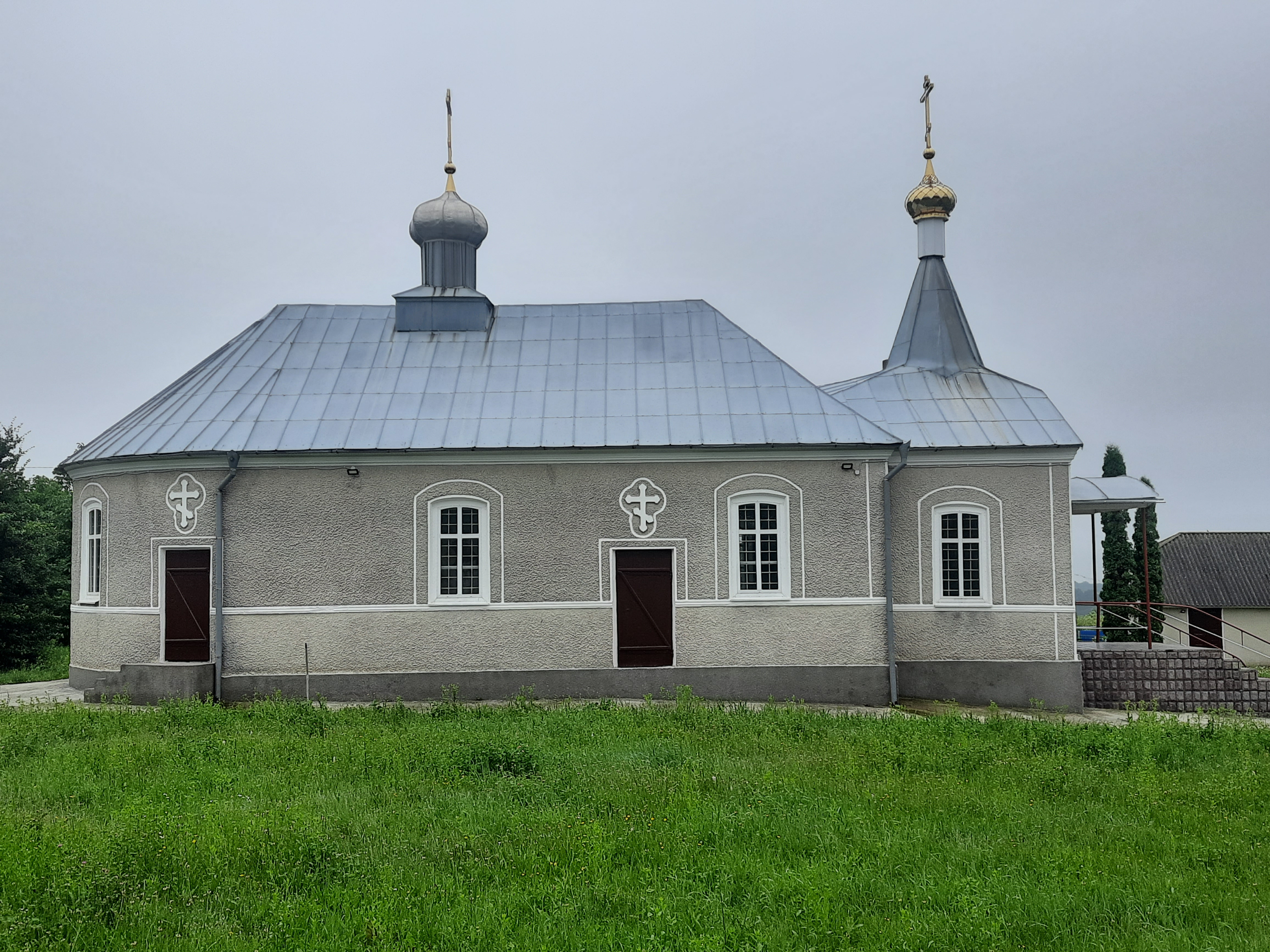
Церква Покрови Присвятної Богородиці
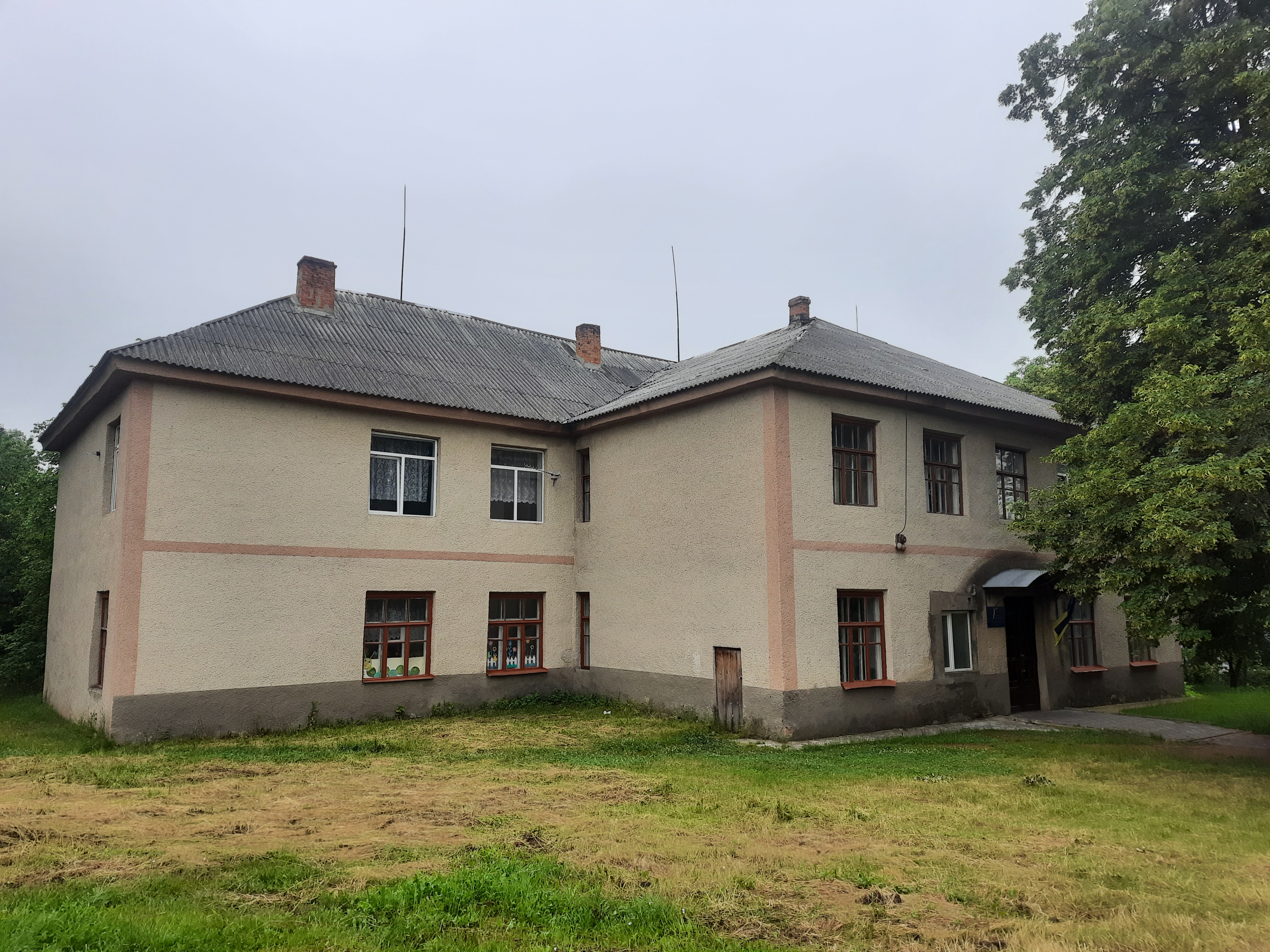
Школа
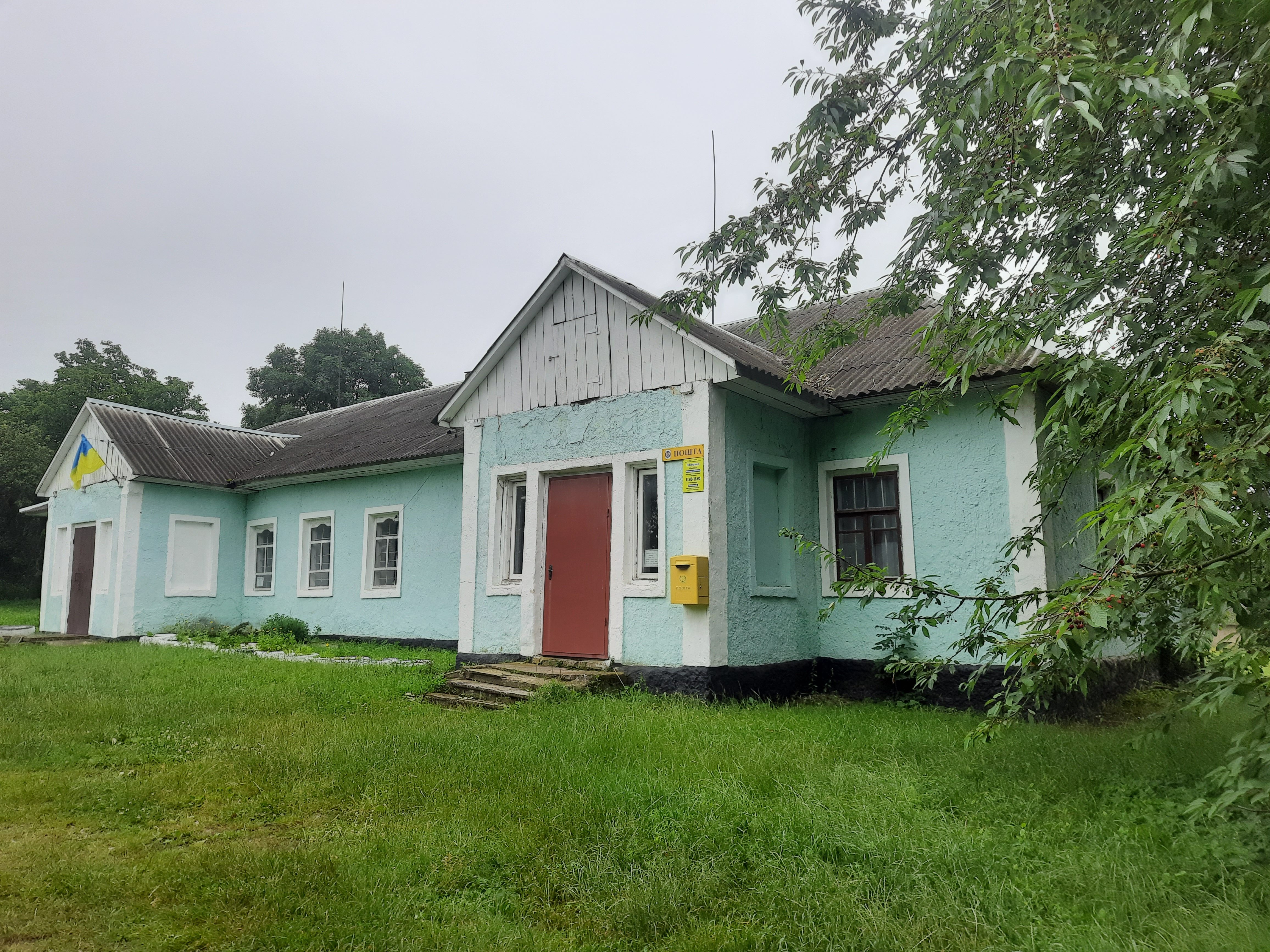
Клуб, пошта